# 발베이크

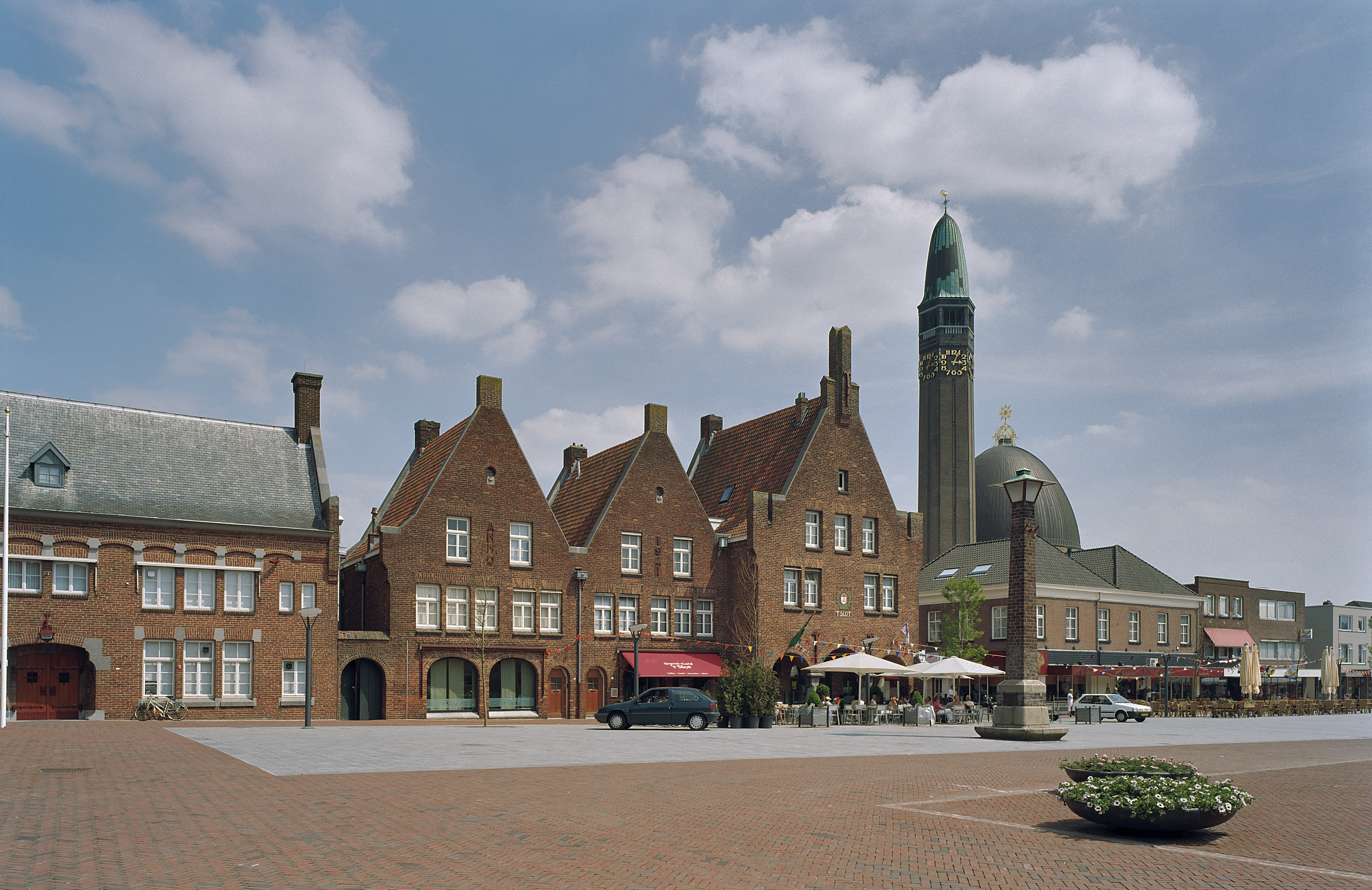
발베이크

발베이크의 위치

발베이크(네덜란드어: Waalwijk)는 네덜란드 남부 노르트브라반트주의 도시로 면적은 67.65km2, 높이는 2m, 인구는 46,495명(2014년 5월 기준), 인구 밀도는 720명/km2이다.

시기
시 문장